# SBIホットグラインズ
SBI ホットグラインズ株式会社（英文表記：SBI HotGrinds Co.,Ltd.）は、セマンティックウェブに関する事業等を行う株式会社である。SBIホールディングスグループの企業として設立された。

## 主なサービス
セマンティックエンジン Analogene（アナロジーン）
分野ごとに専用のデータベースを構築することで、サイト内の特殊な用語や専門用語に意味や関連する用語を表示させるサービス。